# Emirates American Football League 2012-2013
La Emirates American Football League 2012-2013 è stata la 1ª edizione del campionato emiratino di football americano di primo livello, organizzato dalla EAFL.
La finale è stata giocata l'8 marzo 2013.

## Squadre partecipanti
| Club                | Città     | Stadio | Sponsor ufficiale |
| ------------------- | --------- | ------ | ----------------- |
| Abu Dhabi Wildcats  | Abu Dhabi |        |                   |
| Al Ain Desert Foxes | al-'Ayn   |        |                   |
| Dubai Barracudas    | Dubai     |        |                   |
| Dubai Stallions     | Dubai     |        |                   |

## Stagione regolare

### Calendario

#### 1ª giornata
| 10 novembre 2012 | Dubai Stallions | 28 – 0 | Al Ain Desert Foxes |  |

| 10 novembre 2012 | Dubai Barracudas | 6 – 13 | Abu Dhabi Wildcats |  |

#### 2ª giornata
| 16 novembre 2012 | Abu Dhabi Wildcats | 28 – 12 | Al Ain Desert Foxes |  |

#### 3ª giornata
| 23 novembre 2012 | Dubai Stallions | 6 – 0 | Dubai Barracudas |  |

#### 4ª giornata
| 30 novembre 2012 | Abu Dhabi Wildcats | - – - (non disputata) | Dubai Stallions |  |

#### 5ª giornata
| 7 dicembre 2012 | Al Ain Desert Foxes | 20 – 32 | Dubai Barracudas |  |

#### 6ª giornata
| 11 gennaio 2013 | Abu Dhabi Wildcats | 17 – 6 | Dubai Barracudas |  |

#### 7ª giornata
| 18 gennaio 2013 | Al Ain Desert Foxes | 0 – 13 | Dubai Stallions |  |

#### 8ª giornata
| 25 gennaio 2013 | Al Ain Desert Foxes | 14 – 23 | Abu Dhabi Wildcats |  |

#### 9ª giornata
| 2 febbraio 2013 | Dubai Barracudas | 6 – 18 | Dubai Stallions |  |

#### 10ª giornata
| 8 febbraio 2013 | Dubai Stallions | 12 – 13 | Abu Dhabi Wildcats |  |

#### 11ª giornata
| 16 febbraio 2013 | Dubai Barracudas | 8 – 16 | Al Ain Desert Foxes |  |

### Classifica
La classifica della regular season è la seguente:
- PCT = percentuale di vittorie, G = partite giocate, V = partite vinte,  P = partite perse, PF = punti fatti, PS = punti subiti

| Pos. | Squadra             | PCT   | G | V | N | P | PF | PS  |
| ---- | ------------------- | ----- | - | - | - | - | -- | --- |
| 1    | Abu Dhabi Wildcats  | 1.000 | 5 | 5 | 0 | 0 | 94 | 50  |
| 2    | Dubai Stallions     | .800  | 5 | 4 | 0 | 1 | 77 | 19  |
| 3    | Dubai Barracudas    | .167  | 6 | 1 | 0 | 5 | 58 | 90  |
| 4    | Al Ain Desert Foxes | .167  | 6 | 1 | 0 | 5 | 62 | 132 |

## Playoff

### Tabellone
|  | Semifinali | Semifinali          | Semifinali |                 |    | I Desert Bowl      | I Desert Bowl | I Desert Bowl |  |
|  |            |                     |            |                 |    |                    |               |               |  |
|  | 1          | Abu Dhabi Wildcats  | 15         |                 |    |                    |               |               |  |
|  | 1          | Abu Dhabi Wildcats  | 15         |                 |    |                    |               |               |  |
|  | 4          | Al Ain Desert Foxes | 14         |                 |    |                    |               |               |  |
|  | 4          | Al Ain Desert Foxes | 14         |                 | 1  | Abu Dhabi Wildcats | 21            |               |  |
|  |            |                     |            |                 | 1  | Abu Dhabi Wildcats | 21            |               |  |
|  |            |                     | 2          | Dubai Stallions | 12 |                    |               |               |  |
|  | 2          | Dubai Stallions     | 2          | Dubai Stallions | 12 | 46                 |               |               |  |
|  | 2          | Dubai Stallions     |            |                 |    |                    |               |               |  |
|  | 3          | Dubai Barracudas    | 0          |                 |    |                    |               |               |  |

### Semifinali
| 22 febbraio 2013 | Abu Dhabi Wildcats | 15 – 14 | Al Ain Desert Foxes |  |

| 23 febbraio 2013 | Dubai Stallions | 46 – 0 | Dubai Barracudas |  |

### I Desert Bowl
| 8 marzo 2013 | Abu Dhabi Wildcats | 21 – 12 | Dubai Stallions |  |

## Verdetti
- Abu Dhabi Wildcats Campioni degli Emirati Arabi Uniti 2012